# Chang Zheng 1
Chang Zheng 1 (长征一号) var en kinesisk rymdraket den första i Chang Zheng-serien. Raketen har fått sin namn efter "Den långa marschen", vilken är en legendarisk militär reträtt i Kinas kommunistiska partis historia. Den användes bland annat för att skjuta upp Kinas första satellit Dong Fang Hong I